# Wybory parlamentarne w Niemczech w 1949 roku
Wybory do niższej izby parlamentu Republiki Federalnej Niemiec (Bundestagu), odbyły się 14 sierpnia 1949 roku w Niemczech Zachodnich. Były to pierwsze wybory po obaleniu nazizmu w Niemczech. Pierwszym demokratycznym kanclerzem został Konrad Adenauer, tworząc koalicję między CDU/CSU, FDP i DP.

## Wyniki wyborów
| Partia                                  | Głosy      | %      | Miejsca | % miejsc |
| --------------------------------------- | ---------- | ------ | ------- | -------- |
| Partia Bawarii                          | 986 478    | 4,16%  | 17      | 4,2%     |
| Unia Chrześcijańsko-Demokratyczna       | 5 978 636  | 25,19% | 115     | 28,6%    |
| Unia Chrześcijańsko-Społeczna w Bawarii | 1 380 448  | 5,82%  | 24      | 6,0%     |
| Deutsche Partei                         | 939 934    | 3,96%  | 17      | 4,2%     |
| Niemiecka Partia Rzeszy                 | 391 127    | 1,65%  | 5       | 1,2%     |
| Niemiecka Partia Centrum                | 727 505    | 3,07%  | 10      | 2,5%     |
| Socjaldemokratyczna Partia Niemiec      | 6 934 975  | 29,22% | 131     | 32,6%    |
| Wolna Partia Demokratyczna              | 2 829 920  | 11,92% | 52      | 12,9%    |
| Komunistyczna Partia Niemiec            | 1 361 706  | 5,74%  | 15      | 3,7%     |
| Wirtschaftliche Aufbauvereinigung       | 681 888    | 2,87%  | 12      | 3,0%     |
| Inne partie                             | 1 519 781  | 6,4%   | 4       | 1,0%     |
| Razem                                   | 23 732 398 | 100,0% | 402     | 100,0%   |

Wyniki wyborów według okręgów wyborczych
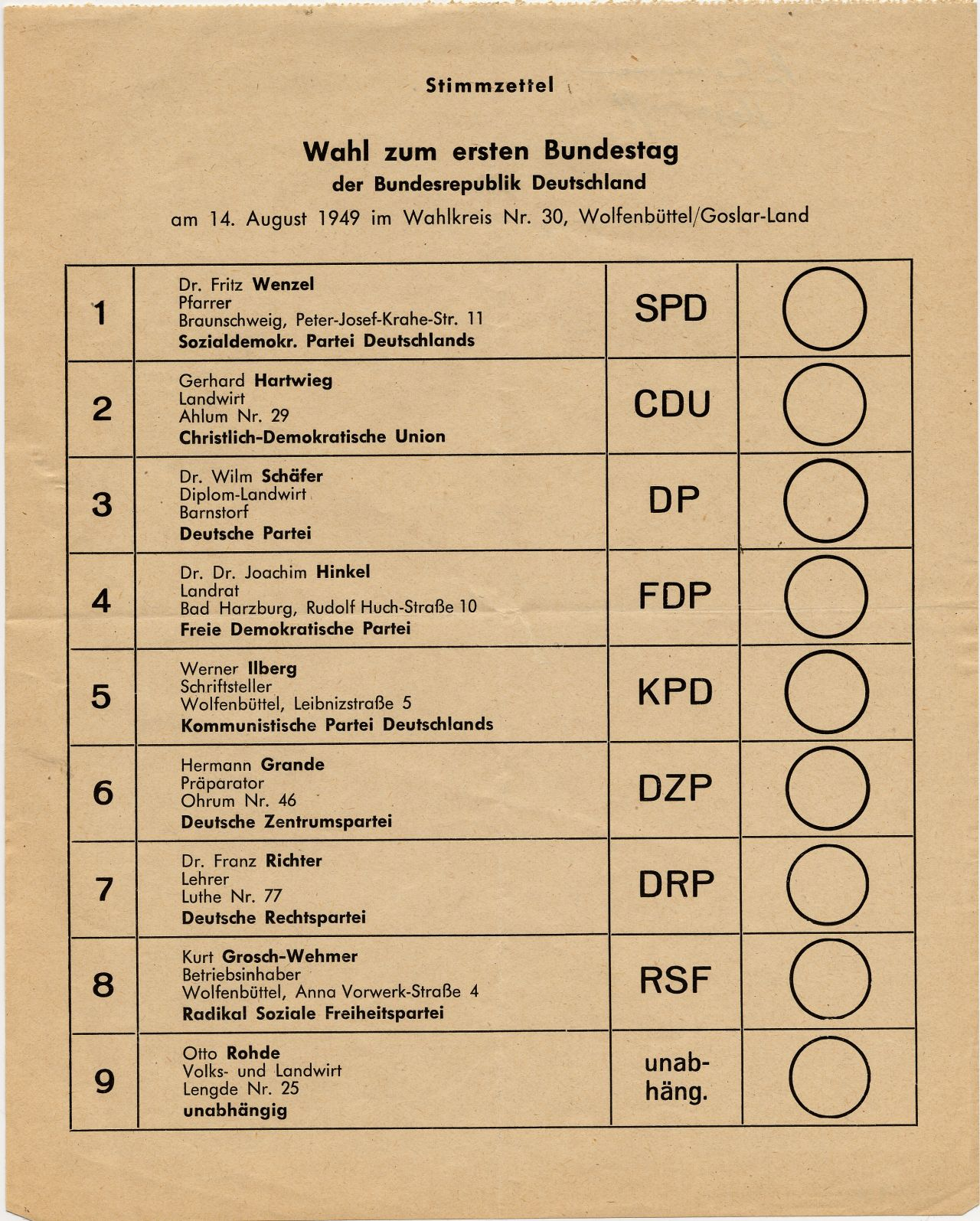
Karta wyborcza
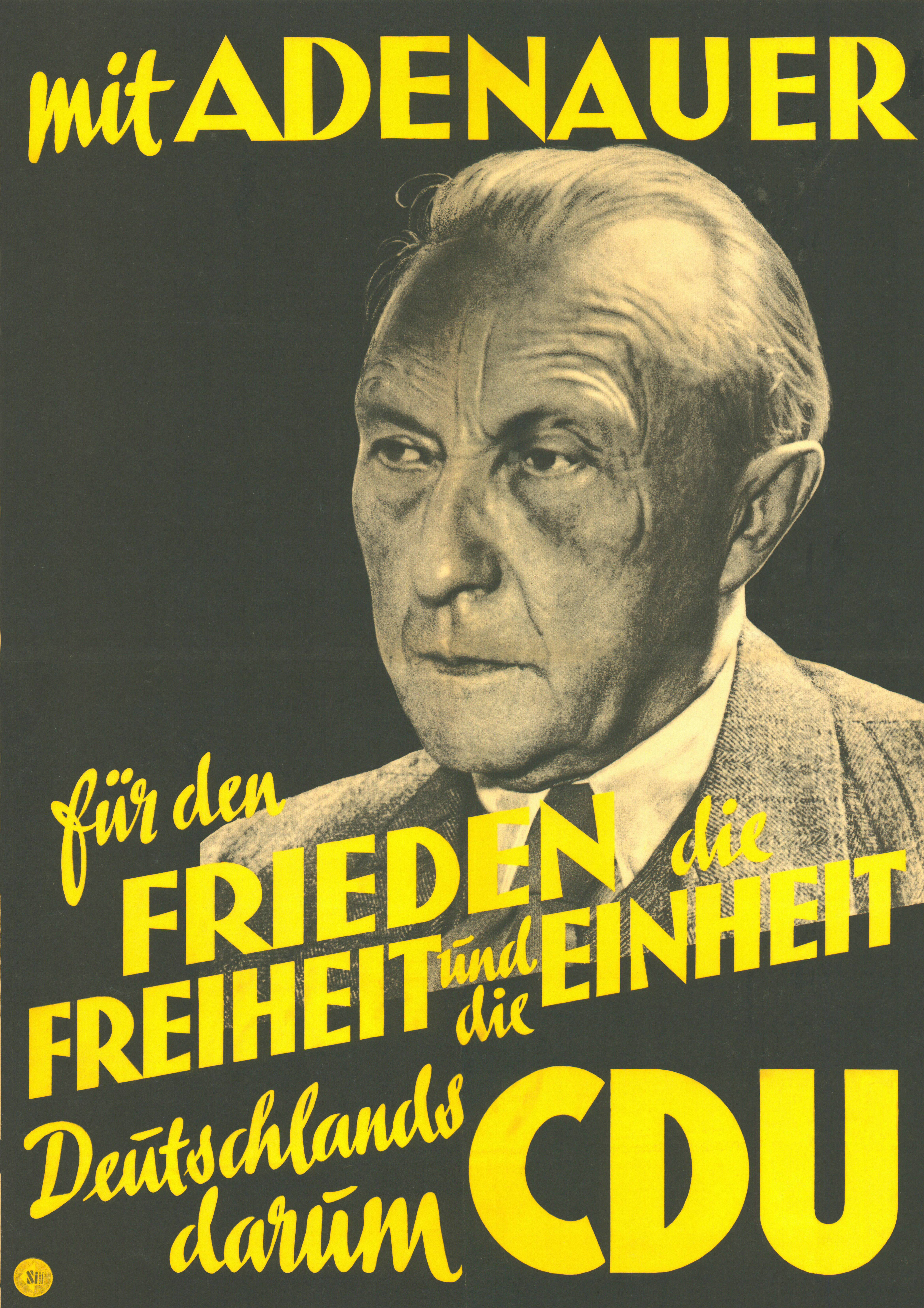
Plakat wyborczy CDU („z Adenauerem dla pokoju, wolności i jedności Niemiec”)
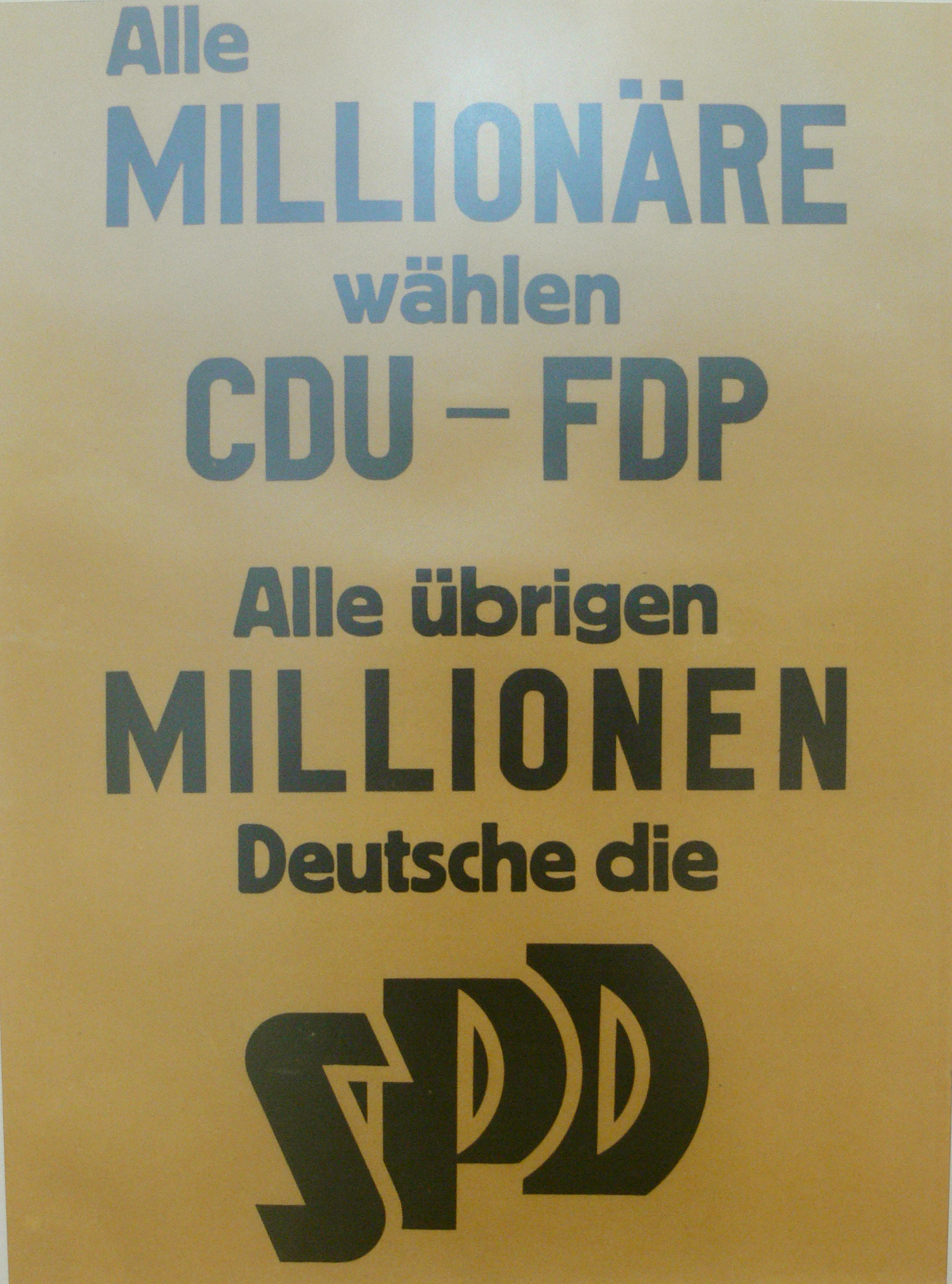
Plakat wyborczy SPD („Wszyscy milionerzy głosują na CDU–FDP. Wszystkie pozostałe miliony Niemców – na SPD”)